# حزقيال سنتوريون
حزقيال سنتوريون (بالإسبانية: Ezequiel Centurión) هو لاعب كرة قدم أرجنتيني في مركز حراسة المرمى، ولد في 1997 في كيبوليتي في الأرجنتين. لعب مع ريفر بليت.